# Zelten

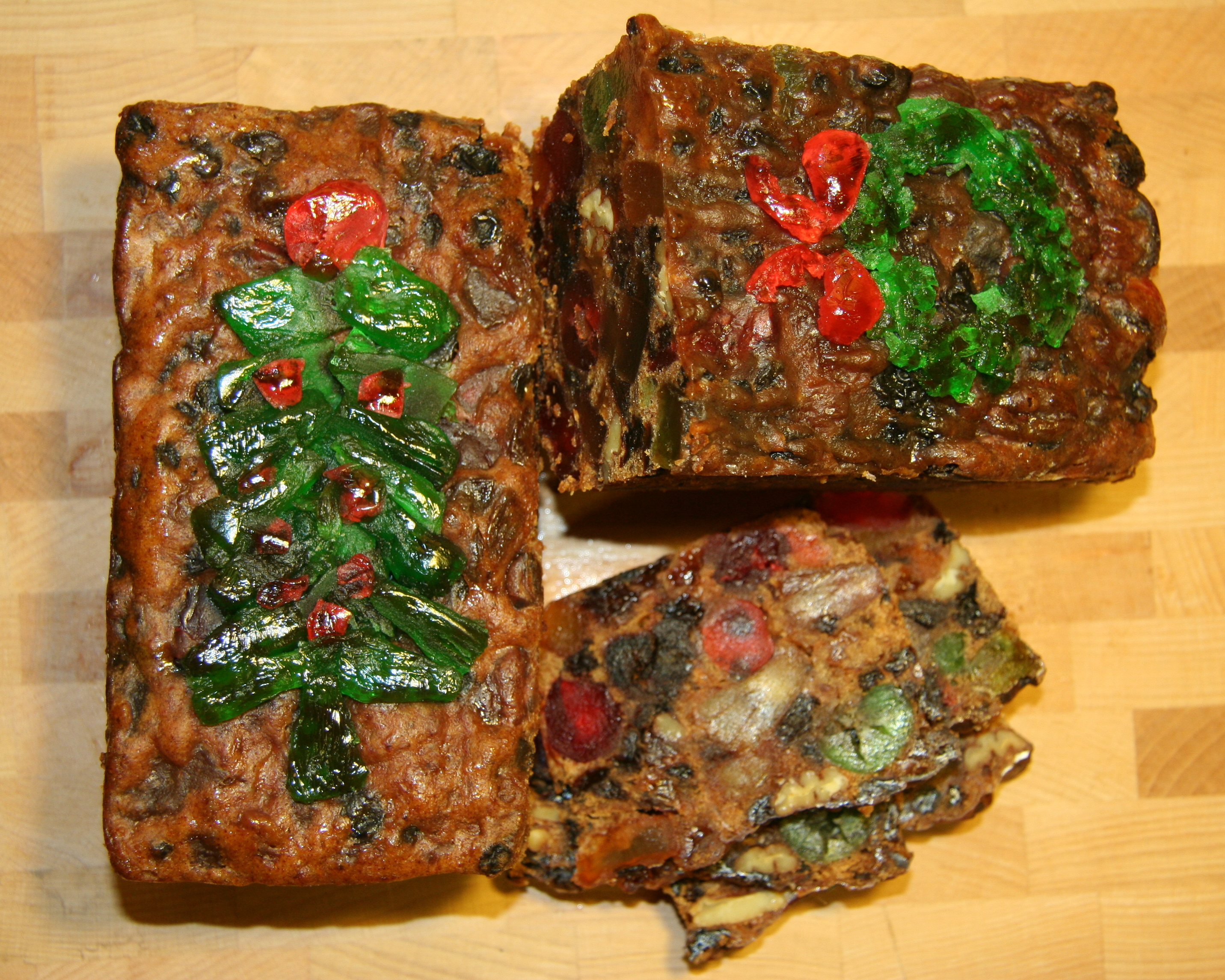
Trozos de zelten.

El zelten es un dulce de frutos secos (piñones, nueces, almendra) y confitada típico de la región de Trentino-Alto Adigio (Italia).
El nombre procede de la palabra alemana selten (‘raramente’), usada para señalar las ocasiones especiales en que se elabora, principalmente en época navideña. Inicialmente el zelten había nacido como un dulce invernal, periodo en el que se tenían disponibles más frutos secos, y más tarde se convirtió en un símbolo auténtico y propio de la pastelería típica trentina.
La receta ya era conocida a principios del siglo XVIII, cuando fue mencionada en libros de cocina, y también fue incluida en un manuscrito disponible en la biblioteca pública de Rovereto, en el que se describe la preparación del celteno.
Aunque la variedad de los ingredientes cambia de una región a otra, puede reconocerse una masa con una base común a todos los tipos de zelten consistente en harina, huevo, mantequilla, azúcar y levadura. Los frutos secos principalmente usados son las nueces, los higos, las almendras, los piñones y la sultanina pasa.